# Prato Carnico
Prato Carnico (Prât di Cjargne in friulano standard, Prât  nella variante locale) è un comune italiano sparso di 810 abitanti del Friuli-Venezia Giulia. Fa parte del club dei borghi autentici d'Italia. La sede comunale si trova nella frazione Pieria.

## Geografia fisica
Il territorio comunale coincide quasi interamente con la Val Pesarina, una delle otto vallate principali della regione storico-geografica della Carnia: la vallata prende il suo nome dall'omonimo torrente che l'attraversa nella sua interezza da ovest a est.

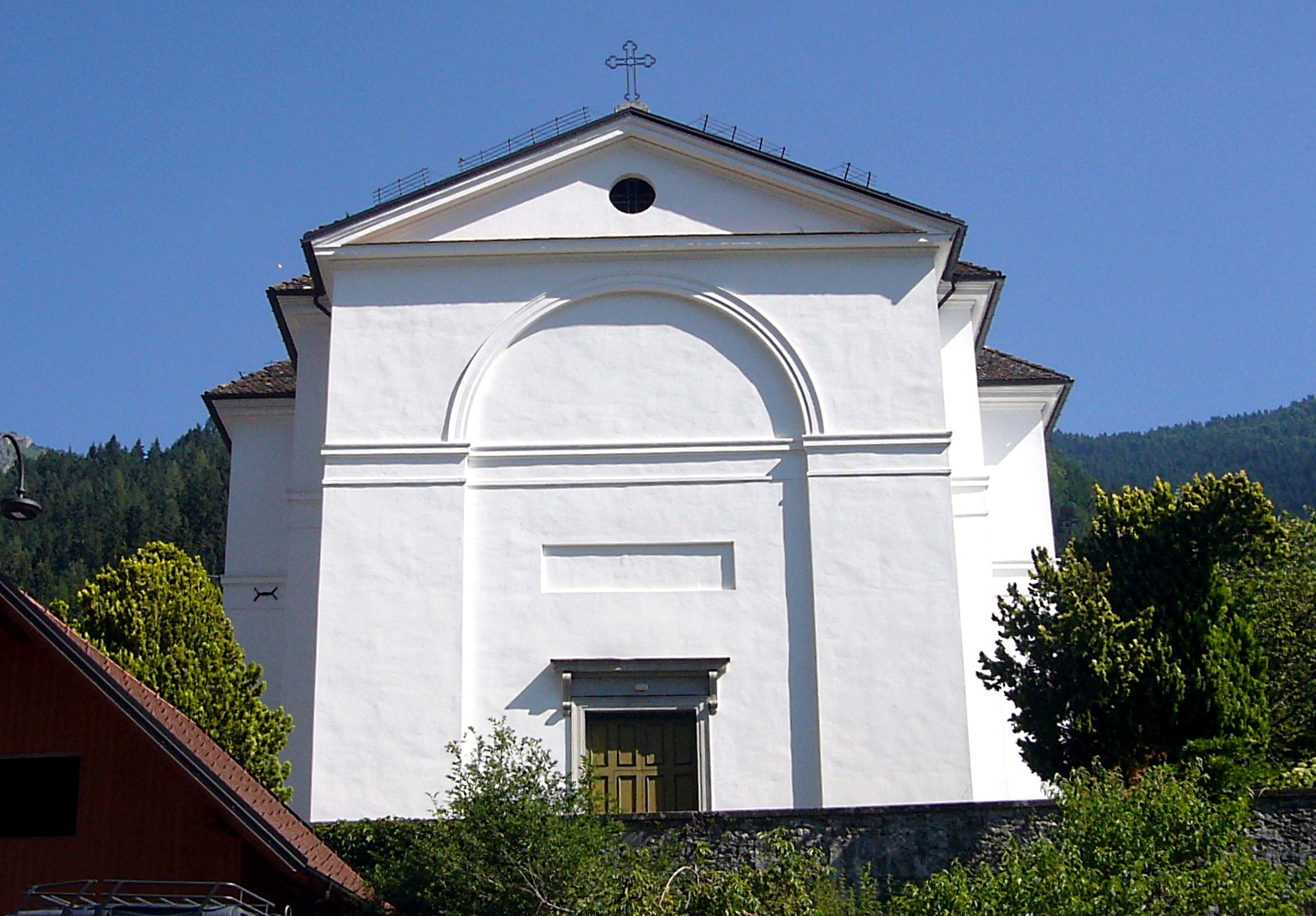
La chiesa parrocchiale

Il Comune e la vallata possiedono diverse denominazioni, dalla più recente Valle del Tempo per la nota produzione storica orologiaia di Pesariis, alle più antiche presenti nelle documentazioni cartografiche della Serenissima quali Canale di San Canciano (Cjanâl di San Canzian), Canal Pedarzo (Cjanâl Pedarç), più raramente Canale di Prato o Canale di Pesariis e alla denominazione più semplice e popolare Cjanâl.
A nord la valle è chiusa dalle aguzze vette delle Dolomiti Pesarine (con le principali Creta Forata 2.462 m, Siera 2.443 m, Clap Grande 2.487 m e monte Pleros 2.318 m) che separano la Val Pesarina dalla conca di Sappada e dall'Alta Val Degano; a sud dalle rotondeggianti cime dei monti Forchia (1.901 m), Novarza, Pieltinis (2.027 m) dietro cui sorge il territorio di Sauris.
Come in altri piccoli paesi della Carnia le case sono tipiche; in molti casi ripropongono caratteristiche dei palazzi veneti, a testimonianza del dominio della Serenissima, che qui trovava il legname per costruire le sue navi (segno rimasto nei molteplici toponimi di Bosco Bandito che si trovano scritti sulle mappe), il loro tetto è coperto da speciali tegole piatte in terracotta (in seguito sostituita dall’argilla), che assumono la forma di piccole scandole, chiamate planelàs, conosciute nelle zone tedescofone come Biberschwanz (tegola a coda di castoro).

## Monumenti e luoghi d'interesse

### Architetture religiose
- Chiesa di San Gottardo a Sostasio
- Chiesa di Sant'Osvaldo ad Avausa
- Chiesetta di Santa Maria di Caravaggio a Prico
- Campanile della vecchia parrocchiale di San Canciano, noto come campanile pendente o il Tor (in friulano carnico)[9]
- Chiesa di San Canciano a Prato
- Chiesa di San Pietro a Pradumbli
- Chiesetta di Sant'Antonio da Padova a Pieria
- Chiesa di San Lugano a Truia
- Chiesa di San Leonardo a Osais
- Chiesa dei Santi Giacomo e Filippo a Pesariis
- Cappella della Madonna di Culzei

### Architetture civili e musei
- Palazzo Giorgessi-Casali a Prato
- Casa Canonica a Prato
- Casa del Popolo a Pieria (località Muliton)[10], prima casa del popolo costruita in Carnia e seconda in Friuli Venezia Giulia[11], ora Biblioteca Comunale dedicata al senatore Fermo Solari
- Piccolo museo storico delle macchine per la fotografia e la cinematografia a Pieria[12]
- Fornace di Fuina a Osais, in cui nel passato veniva prodotta la calce
- Affreschi Cinquecenteschi di Pietro Fuluto nella Chiesa di Osais
- Stavoli di Orias
- Museo Casa Bruseschi a Pesariis[13]
- Museo dell'Orologeria di Pesariis[14]
- Malga Malins, Malga Vinadia, Malga Rioda, Malga S. Giacomo, Malga Ielma, Malga Pieltinis[15]

### Attrazioni naturali
- Monte Talm
- Dolomiti Pesarine

Dolomiti Pesarine

- Grotta di Pradumbli, nota come Cjamarada di Cjampeas[16]
- Bosco della Selva di Pieria
- Forra e Conoide di deiezione del Torrente Fuina
- Cascata Fuàs, Località Possâl, Pesariis
- Boschi di abeti a Pian di Casa e Località Lavadìn
- Giardino Botanico del Clap Grant, presso il Rif. F.lli De Gasperi, dove sono raccolte circa 200 specie di piante di montagna, da quelle più comuni a quelle protette, sempre più difficili da vedere altrove. Fra le altre, vi sono piante officinali e velenose, orchidee e gigli

## Società

### Evoluzione demografica
Abitanti censiti

### Lingue e dialetti
A Prato Carnico, accanto alla lingua italiana, la popolazione utilizza la lingua friulana. Ai sensi della Deliberazione n. 2680 del 3 agosto 2001 della Giunta della Regione autonoma Friuli-Venezia Giulia, il Comune è inserito nell'ambito territoriale di tutela della lingua friulana ai fini della applicazione della legge 482/99, della legge regionale 15/96 e della legge regionale 29/2007.La lingua friulana che si parla a Prato Carnico rientra fra le varianti appartenenti al friulano carnico della Val Pesarina, chiamato canalotto (cjanalot).

## Geografia antropica
Tra parentesi vengono aggiunte le denominazioni in friulano standard e nella variante locale della Val Pesarina (il Cjanalòt), queste ultime sono in grassetto per marcarne l'importanza rispetto alle diciture del friulano comune raramente se non mai utilizzate.
Le denominazioni si basano sul Decreto del Presidente della Giunta Regionale n.16 del 13 febbraio 2014

### Frazioni
- Prato ((FUR)  Prât) (686 m) 229 abitanti in 124 famiglie. È il capoluogo, da cui il Comune prende il nome.
- Croce ((FUR)  Crôs) (607 m) 49 abitanti in 19 famiglie.
- Sostasio ((FUR)  Sostâs) (690 m) 83 abitanti in 38 famiglie. Vi si trova una chiesa dedicata a San Gottardo.
- Avausa ((FUR)  Davôse, variante locale Davousa) (652 m) 120 abitanti in 55 famiglie. Vi si trova una chiesa dedicata a Sant'Osvaldo.
- Prico ((FUR)  Prî) (747 m) 23 abitanti in 11 famiglie. Vi si trova una chiesetta dedicata alla Madonna di Caravaggio.
- Pradumbli ((FUR)  Predumbli) (678 m) 56 abitanti in 24 famiglie. Vi si trova una chiesa dedicata a San Pietro.
- Pieria ((FUR)  Pierie, variante locale Pieria) (674 m) 147 abitanti in 66 famiglie (sede municipale). Vi si trova una chiesa dedicata a Sant'Antonio da Padova.
- Osais ((FUR)  Dasaia) (710 m) 110 abitanti in 55 famiglie. Vi si trova una chiesa dedicata a San Leonardo.
- Truia ((FUR)  Truje, variante locale Truja) 32 abitanti in 15 famiglie. Con i suoi 881 m s.l.m. è la frazione più elevata del comune. Fu quasi certamente il primo nucleo abitativo sorto nella vallata, ma il primo documento storico sul paese risale al XIV secolo, dove è menzionato come Villa de Troy. Nel 1511 fu colpita dalla peste che ne decimò la popolazione e tuttora è colpita da un progressivo spopolamento. Vi si trova una chiesa dedicata a San Lugano.
- Pesariis ((FUR)  Pesaria) (750 m) 178 abitanti in 99 famiglie, nota per la produzione di orologi, fin dal XVII secolo: potrai ammirarli seguendo il Percorso dell'Orologeria Monumentale, che si sviluppa lungo le caratteristiche vie del paese. Il Museo dell'Orologeria Pesarina espone orologi da parete e da torre e numerosi meccanismi e apparecchi usati dagli artigiani della valle, ma anche il "Piccolo museo della Casa carnica, la Casa Bruseschi

### Borgate minori
- Luch ((FUR)  Luc) (750 m) borgata di case e stavoli posta a nord-ovest di Sostasio.
- Muldurús (789 m) abitato sopra Prico.
- Coi (789 m) borgata di Prato.
- Mulitòn (656 m) borgata di Pieria.

### Stavoli e casolari
- Stavoli Vals (670 m) stalle sulla destra del torrente Pesarina, di fronte ad Avausa.
- Pian del Muini ((FUR)  Plan dal Muini) (908 m) stalle sopra Prato.
- Stavoli di Noldedas presso Pradumbli
- Osteai e gli Stavoli della Selva (853 m) complesso di stalle posti sulla riva destra del Pesarina, di fronte a Pieria.
- Stavoli di Orias (1006 m) complesso di stalle collocate sopra Truia, tutelate per la loro importanza architettonica e antropica.[21]
- Possal (797 m) stalle vicine alla Fabbrica degli Orologi Solari.
- Tesis (1039 m).
- Culzei (Culzei) (970 m) casolari, nei pressi sorge la Cappella della Madonna di Culzei.
- Truella (976 m) insieme di casolari e stalle, ex impianto sciistico privato.

### Località turistiche
- Centro Sportivo Fuina.
- Località Pradibosco ((FUR)  Pradibosc), impianti di sci da discesa.
- Località Pian di Casa ((FUR)  Plan di Cjase,variante locale Plan di Cjasa), pista sci di fondo.

### Rifugi alpini e bivacchi
- Rifugio Monte Talm (1093 m).[22]
- Rifugio Pilang (1551 m).
- Bivacco di Entralais (1572 m).[23]
- Rifugio Fratelli De Gasperi (1767 m).[24]

### Zona industriale e artigianale
- Zona artigianale e industriale di Chiampeas (Cjampeas), vicino Pradumbli

## Amministrazione
Il Comune fa parte dell'associazione intercomunale Alta Val Degano – Val Pesarina costituita nel 2007 insieme ai comuni di Comeglians, Forni Avoltri, Ovaro, e Rigolato.

## Curiosità
Satire, strali, nomignoli fra borgate (le traduzioni in italiano sono indicative):
Secondo don Antonio Roia:
″A Luch al cjanta il cuc. A Sostâs purcitârs. A Davousa guselârs. A Prî pedoglous. A Prât bognsignuars. A Pradumbli bogns soldâts. A Pieria cinturìns. A Dasaia marangons. A Pesaria bogns parons. A Truja centmil lavarons!″.
traduzione:
″A Luch canta il cuculo. A Sostasio norcini. Ad Avausa sarti. A Prico pidocchiosi. A Prato buoni signori. A Pradumbli buoni soldati. A Pieria cinturini. Ad Osais falegnami. A Pesariis buoni padroni. A Truia molteplici lavine!″.
Secondo Bepo Rupil:
″Purcitârs di Sostas. Grops di Davousa. Crafe da Prat. Chilùas da Pradumbli. Sorz di Mulitòn. Codârs di Pieria. Omenòns da Truja. Rancis da Dasaia. Prepotèns da Pesaria!″.
traduzione:
″Norcini di Sostasio. Testardi di Avausa. Croste da Prato. Pigri di Pradumbli. Sordi di Mulitòn. Sciocchi di Pieria. Omoni da Truia. Scontrosi di Osais. Prepotenti di Pesariis!″.
Note:
Lavarons: vocabolo poco utilizzato, il significato potrebbe essere inteso come lastroni o lavine, riferibile ad un terreno franoso.
Chilùas: ha il significato di ernioso, grasso, accidioso, pigro.
Grop: tradotto letteralmente significa nodo, ma in merito ad una persona si riferisce alla sua testardaggine o cocciutaggine.
Crafe: ha il significato di lattime, la crosta lattea, l'eczema sulla testa dei lattanti.
Codâr: sarebbe il contenitore in cui viene riposta la cote per affilare la falce, riferito ad una persona ha il significato di ignorante, sprovveduto, sciocco.
Rancis: rancit ha il significato di rancido, che riferito ad una persona ha il significato di acida, scontrosa, intrattabile.

## Galleria d'immagini

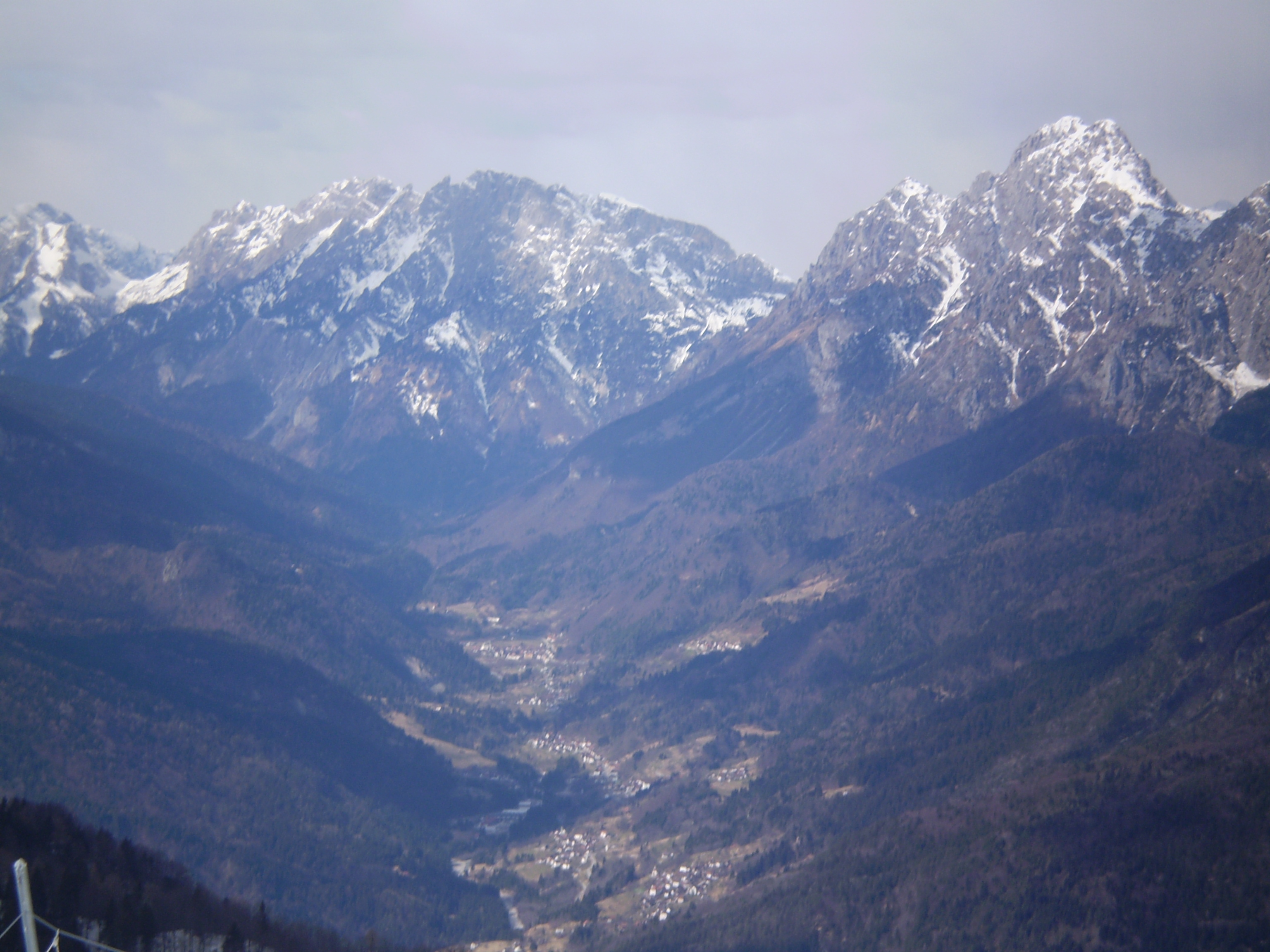
La Val Pesarina vista dallo Zoncolan
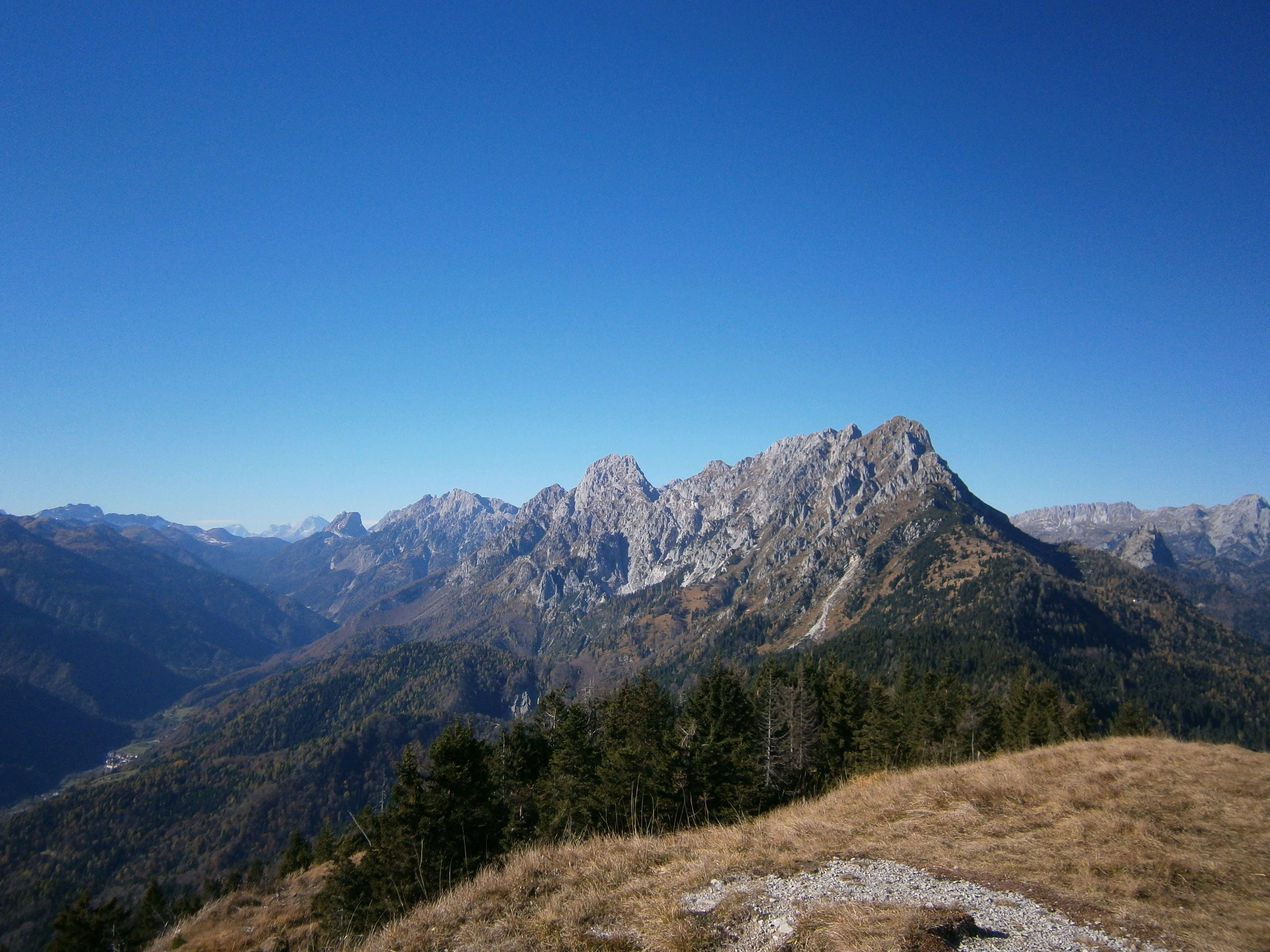
La Val Pesarina vista dal Monte Talm